# اینار گوندرشون
اینار گوندرشون (نروژی: Einar Gundersen; ۲۰ سپتامبر ۱۸۹۶ – ۲۹ اکتبر ۱۹۶۲) بازیکن فوتبال اهل نروژ بود.
از باشگاه‌هایی که در آن بازی کرده‌است می‌توان به باشگاه فوتبال ست و باشگاه فوتبال اود اشاره کرد.
وی همچنین در تیم ملی فوتبال نروژ بازی کرده‌است.